# Изотома
Изотома (лат. Isotoma) — род однолетних и многолетних трав семейства Колокольчиковых, произрастающих в Австралии и Новой Зеландии.

## Ботаническое описание

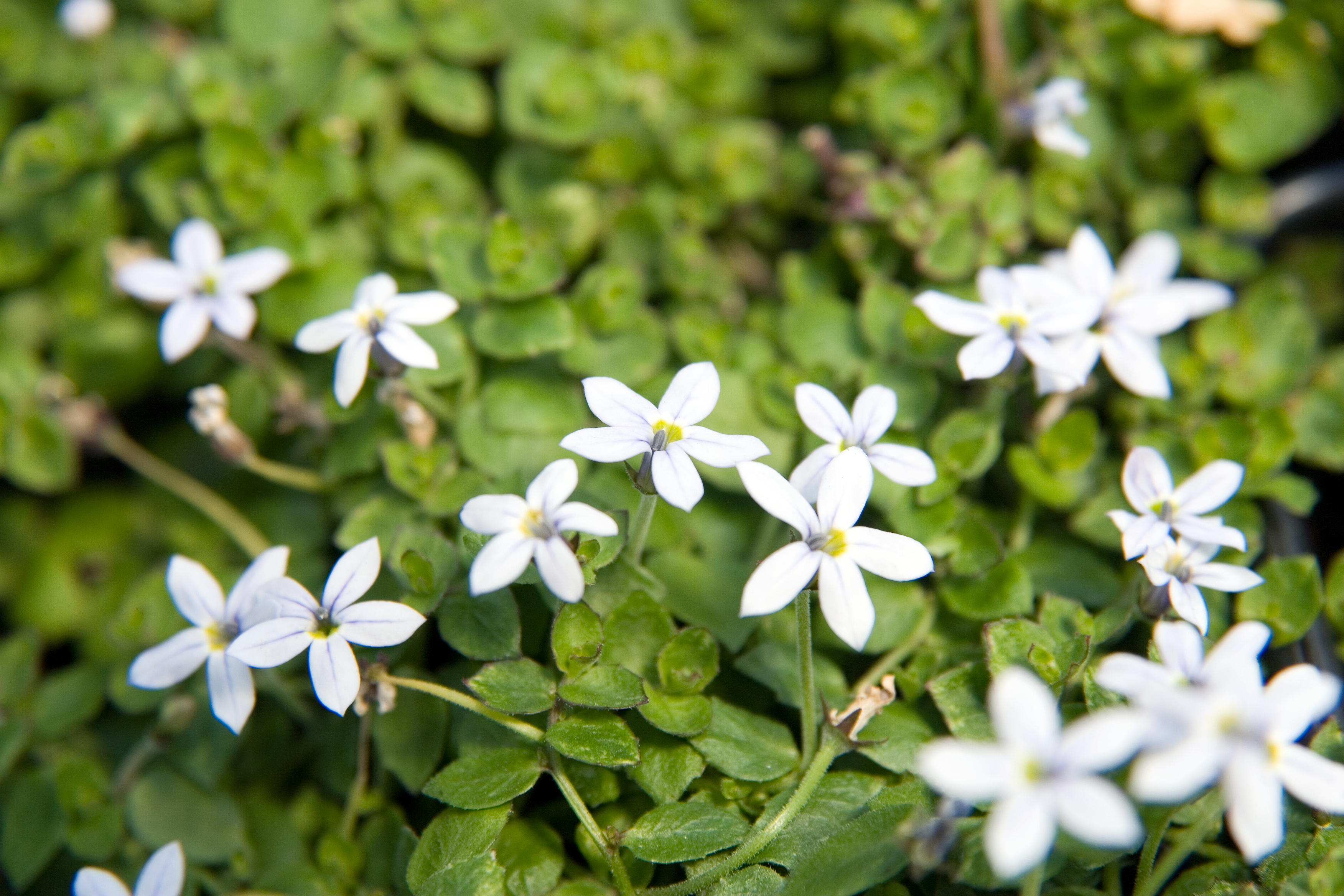
Isotoma fluviatilis

Растения рода Isotoma имеют млечный сок, выраженный стержневой корень, а иногда и придаточные корни вдоль побегов. Листья расположены очередно, обычно зубчатые или лопастные. Цветки одиночные в пазухах листьев или расположены группами на концах побегов. Чашелистики образуют короткую трубку с лепестками. Цветок зигоморфный, с пятью лепестками; два верхние меньшего размера, а три нижние часто с отчетливыми отметинами. Тычинки сросшиеся с лепестковой трубкой. Плод представляет собой коробочку урнообразной или конической формы, содержащую большое количество мелких семян.

## Таксономическое положение
В 1810 году в своей книге Prodromus Florae Novae Hollandiae et Insulae Van Diemen Роберт Браун описал Lobelia hypocrateriformis и поместил ее в раздел Isotoma. Затем в 1826 году, на основе описания Брауна, Джон Линдли включил род Isotoma в Ботанический реестр. Название Isotoma происходит от древнегреческих слов, означающих «равный» и «отрезанный кусок» или «ломтик». Первоначально это название было применено к секции Isotoma, потому что эти виды отличаются от настоящих лобелий наличием лепестков почти одинакового размера.

### Виды
Ниже приводится список видов и подвидов, принятых Australian Plant Census по состоянию на сентябрь 2020 года:
- Isotoma anethifolia[англ.] Summerh. – Новый Южный Уэльс, Квинсленд
- Isotoma axillaris[англ.] Lindl. – Новый Южный Уэльс, Квинсленд, Виктория
- Isotoma fluviatilis[англ.] (R.Br.) F.Muell. ex Benth. – Новый Южный Уэльс, Квинсленд, Южная Австралия, Тасмания, VIC
  - Isotoma fluviatilis subsp. australis McComb
  - Isotoma fluviatilis subsp. borealis McComb
  - Isotoma fluviatilis (R.Br.) F.Muell. ex Benth. subsp. fluviatilis
- Isotoma gulliveri F.Muell. – Квинсленд
- Isotoma hypocrateriformis[англ.] (R.Br.) Drucetypus – Западная Австралия
- Isotoma luticola[англ.] Carolin – Северная территория
- Isotoma petraea[англ.] F.Muell. – Новый Южный Уэльс, Северная территория, Квинсленд, Южная Австралия, Западная Австралия
- Isotoma pusilla[англ.] Benth. – Западная Австралия
- Isotoma scapigera[англ.] (R.Br.) G.Don – Южная Австралия, Западная Австралия
- Isotoma tridens[англ.] (E.Wimm.) Lammers – Новый Южный Уэльс, Виктория